# Beocis
Els beocis (en llatí boeoti, en grec antic Βοιωτός) eren una tribu dels eolis que habitaven la Beòcia.
Segons Tucídides, seixanta anys després de la guerra de Troia, es va produir un canvi important entre els habitant del territori. Van arribar els beocis que havien estat expulsats pels tessalis de les seves terres a Ftiotis, a la part sud de la Tessàlia. La seva ciutat més important era Arne. Els beocis expulsats van penetrar pel sud al país que llavors s'anomenava Cadmeios (Καδμεἶος), i al que van donar el seu nom, segons Tucídides i Estrabó. Van conquerir les ciutats dels minians i els cadmeons, els antics habitants, als que van expulsar o van integrar. Van fundar la ciutat d'Arne, en record de la seva antiga capital. També van fundar Tebes que va ser la principal ciutat del país.